# Bellerophon (geslacht)
Bellerophon is een geslacht van uitgestorven Gastropoda uit het Paleozoïcum en het vroege Onder-Trias van Midden-Europa en andere continenten. Dit geslacht weekdieren dat vroeger in de zee leefde is vernoemd naar de legendarische figuur Bellerophon uit de Griekse mythologie.

## Beschrijving
De behuizing van Bellerophon is spiraalvormig opgerold, de diameter van de opening van de behuizing neemt snel van binnen naar buiten toe toe. De behuizing is op één niveau opgerold, dus het vormt geen punt (top) zoals veel recente slakken. Het oppervlak van de behuizing is glad, alleen de individuele groeilijnen zijn zichtbaar. De buitenkant van de slakkenhuis lijkt op de behuizing van de nautilussen (Nautiloidea), die echter tot de koppotigen behoren en aan de binnenkant huizen met kamers hebben. De behuizingen van Bellerophon kunnen maximaal vijftig centimeter groot zijn. Aan de buitenkant is vaak een merkteken te vinden dat de behuizing verdeelt in een bovenste en een onderste helft. Er wordt daarom aangenomen dat een deel van de schaal en voet van de slak het onderste deel van de behuizing bedekte. Linsley vermoedt dat deze slakken zich relatief snel hebben kunnen verplaatsen en zich bij gevaar volledig hebben teruggetrokken in de behuizing.

## Leefwijze
Dit mariene geslacht leefde waarschijnlijk een herbivoor bestaan.

## Verspreiding
Het geslacht is wereldwijd bekend uit de Paleozoïsche lagen sinds het Boven-Cambrium (furongium). De meeste soorten zijn gevonden in de periode tussen het midden-Ordovicium en het late Siluur. Bellerophon stierf uit in het vroege Trias. Soorten die de Paleozoïcum-Mesozoïcum-grens hebben overleefd, kunnen worden gebruikt om massale uitsterving aan het einde van het Perm te bestuderen.

## Classificatie
Hoewel Bellerophon door de meeste paleontologen als een oude slak wordt beschouwd, zijn er wetenschappers die een meer oorspronkelijke groep weekdieren achter dit geslacht vermoeden. Het geslacht Bellerophon zou echter al een verdraaide darmzak hebben gehad, net als de andere groepen slakken. Uit de symmetrie van hun behuizing kan worden geconcludeerd dat de meeste organen nog bilateraal symmetrisch waren.

## Soorten
- B. affinis † Waagen 1880
- B. alutaceus † d'Orbigny 1850
- B. anthracophilus † Frech 1906
- B. asiaticus † Roemer 1880
- B. barrandei † Oehlert 1877
- B. bidorsata † d'Eichwald 1840
- B. blainvillei † de Ferrusac & D'Orbigny 1840
- B. blairi † Miller & Gurley 1896
- B. calamitoides † Yin 1932
- B. chapmani † Blodgett 1992
- B. chesterensis † Weller 1920
- B. clarki † Clarke & Swartz 1913
- B. clausus † Gemmellaro 1889
- B. compressus † Sandberger & Sandberger 1853
- B. corriei † de Ferrusac & d'Orbigny 1840
- B. costatus † Sowerby 1825
- B. crassoides † Cowper Reed 1925
- B. cresswelli † Etheridge jr. 1891
- B. creswelli † Etheridge jr. 1891
- B. cristatus † Gemmellaro 1889
- B. cylindricus † Gemmellaro 1889
- B. cymbularia † de Sowerby in Murchison 1839
- B. daubeni † Gemmellaro 1889
- B. deflectus † Chronic 1952
- B. demaneti † Weir 1931
- B. propinquus † de Koninck 1883
- B. denckmanni † Clarke 1904
- B. eminens † de Koninck 1883
- B. excavatus † de Koninck 1883
- B. formani ledburiensis  † Dickins 1963
- B. goslariensis † Roemer 1856
- B. graphicus † Moore 1941
- B. havliceki †
- B. helena † Hall 1879
- B. hiulcus † Sowerby 1825
- B. huashibanensis † Xi 1994
- B. hyalina † Hall 1879
- B. imperforatus † Whidborne 1892
- B. impressus † Waagen 1880
- B. incertus † Loczy 1898
- B. incomptus † Gurley 1884
- B. interstrialis † M'Coy 1847
- B. irregularis † Wang 1980
- B. jeffersonensis † Weller 1906
- B. jonesianus † de Koninck 1863
- B. kyndalynensis † Yoo 1994
- B. laticallus † Hoare et al. 1997
- B. latofasciatus † Sandberger & Sandberger 1853
- B. ledburiensis † Cowper Reed 1921
- B. lenticularis † Moberg & Grönwall 1909
- B. livengoodensis † Blodgett 1992
- B. lohestoe † de Koninck 1883
- B. macromphalus † Römer 1843
- B. macrostoma † Roemer 1843
- B. majusculus † Walcott 1884
- B. mansfieldianus † Girty 1927
- B. mongoliensis † Grabau 1931
- B. murchisoni † d'Archiac & de Verneuil 1842
- B. nactus † Hall 1879
- B. nevadensis † Blodgett & Johnson 1992
- B. newberryi † Meek 1871
- B. orientalis † de Koninck 1863
- B. patersoni † Hall 1862
- B. pelops † Hall 1860
- B. exponens † Hall 1860
- B. glyptotaenius † Radabaugh 1942
- B. homalotaenius † Radabaugh 1942
- B. pennatus † Etheridge jr. 1907
- B. pisum † Chapman 1916
- B. planoconvexus † Mansuy 1912
- B. politus † Waagen 1880
- B. propinquus † Meek 1871
- B. pygmaeus † d'Eichwald 1859
- B. qinglongensis † Wang 1980
- B. roemeri † Fliegel 1901
- B. ruthveni † Cowper Reed 1901
- B. scaber † Perner 1903
- B. bacchus † Perner 1903
- B. verrucosa † Perner 1903
- B. scheii † Tolmachoff 1930
- B. scissile † Conrad 1844
- B. shelbiensis † Clarke & Ruedemann 1903
- B. singularis † Moore 1941
- B. solvensis † Hicks 1873
- B. spergensis † Gordon & Yochelson 1983
- B. sublaevis † Hall 1856
- B. squamatus † Waagen 1880
- B. stummi † Linsley 1968
- B. subcostatus † Fliegel 1901
- B. costatus † Trautschold 1874
- B. subglobatus † Sedgwick & M'Coy 1855
- B. subglobulus † Ulrich & Scofield 1897
- B. sublaevis † Potiez & Michaud 1838
- B. sverdrupi † Tolmachoff 1930
- B. swainsensis † Yoo 1994
- B. tenuifascia † Sowerby 1825
- B. tenureticulatum † Xi 1994
- B. triangularis † Waagen 1880
- B. vasulites † de Montfort 1808
- B. vigilii † Stache 1877
- B. wewokanus † Girty 1912
- B. yabei † Murata 1969